# Herbord de Bar (Domherr, vor 1517)
Herbord de Bar (* im 15. Jahrhundert; † 24. Juni 1558) war ein römisch-katholischer Geistlicher, Domdechant in Osnabrück und Vizedominus in Münster.

## Leben
Herbord de Bar entstammte dem niedersächsischen Adelsgeschlecht Bar und war der Sohn des Hermann de Bar. Seine Mutter war eine geborene von Knehem. Er findet am 22. Juni 1517 erstmals als Domherr zu Münster urkundliche Erwähnung und besaß auch ein Domkanonikat in Osnabrück. Hier wählte ihn das Domkapitel am 18. Dezember 1536 zum Domdechanten. Nach dem Tode des Philipp von Hörde erhielt er in Münster das Vizedominikat. Er war im Besitz der Archidiakonate in Nordkirchen, Ascheberg, Bork und Borculo.
Sein Epitaph befand sich im Osnabrücker Dom und wurde hier bei den Restaurierungsarbeiten Mitte des 19. Jahrhunderts entfernt.